# 福島県道357号岩根日和田線
福島県道357号岩根日和田線（ふくしまけんどう357ごう いわねひわだせん）は、福島県本宮市から郡山市に至る一般県道である。

## 路線概要
- 起点：本宮市岩根字五百渕
- 終点：郡山市日和田町字蛇ヶ森
- 総延長：6.472km[1]
  - 実延長：5.959km
- 路線認定年月日：1972年5月2日[2]

### 重用区間
- 福島県道296号荒井郡山線（郡山市喜久田町堀之内字下上ノ台～同市喜久田町堀之内字森子段）

### 道路施設
輪ヶ渕橋
早稲原橋
- 全長：40.8m
- 幅員：7.5m
- 竣工：1973年[3]

郡山市喜久田町早稲原字上ノ端、字小段にて、東北自動車道を渡る跨道橋である。橋上は上下対向2車線で供用され、歩道は設置されておらず、下り線側の路側帯がカラー舗装されている。

## 通過する自治体
- 福島県
  - 本宮市 － 郡山市

## 接続・交差する道路
- 本宮市内
  - 福島県道8号本宮熱海線（本宮市岩根字五百渕 起点）
- 郡山市内
  - 福島県道296号荒井郡山線 郡山市街地方面（喜久田町堀之内字下上ノ台）
  - 福島県道296号荒井郡山線 本宮方面（喜久田町堀之内字森子段）
  - 国道4号あさか野バイパス（日和田町字荒池下 荒池下交差点）
  - 福島県道115号三春日和田線・福島県道355号須賀川二本松線（日和田町字蛇ヶ森 終点）

## 沿線
- 東北電力日和田変電所